# Grasschildwants
De grasschildwants (Neottiglossa pusilla) is een wants uit de familie schildwantsen (Pentatomidae).

## Uiterlijke kenmerken
De grasschildwants is 4,5 tot 6,0 millimeter lang. De lichaamskleur is lichtbruin, met een lichte zijrand op het halsschild (pronotum) en achterlijf (abdomen). Een dunne bleke longitudinale streep loopt midden op het halsschild en het schildje (scutellum). De relatief korte en brede kop is aan de voorkant nogal afgeplat. Het derde segment van de antenne is ongeveer half zo lang als het tweede. De laatste twee segmenten zijn donker.  

## Verspreiding en habitat
De soort is in het Palearctisch gebied wijdverspreid. Zowel in Noord-Afrika, Europa (met uitzondering van het uiterste noorden) als Centraal-Azië en China. voor. Hij een voorkeur voor de wat vochtige graslanden met wat schaduw.

## Leefwijze
Men kan de grasschildwants op verschillende grassen (Poaceae) vinden, zoals beemdgras (Poa), maar de wants schijnt ook sappen op te zuigen van zegge (Carex) en van de cypergrassenfamilie (Cyperaceae). De volwassen wantsen van de nieuwe generatie verschijnen in augustus en overwinteren als imago.

## Afbeeldingen

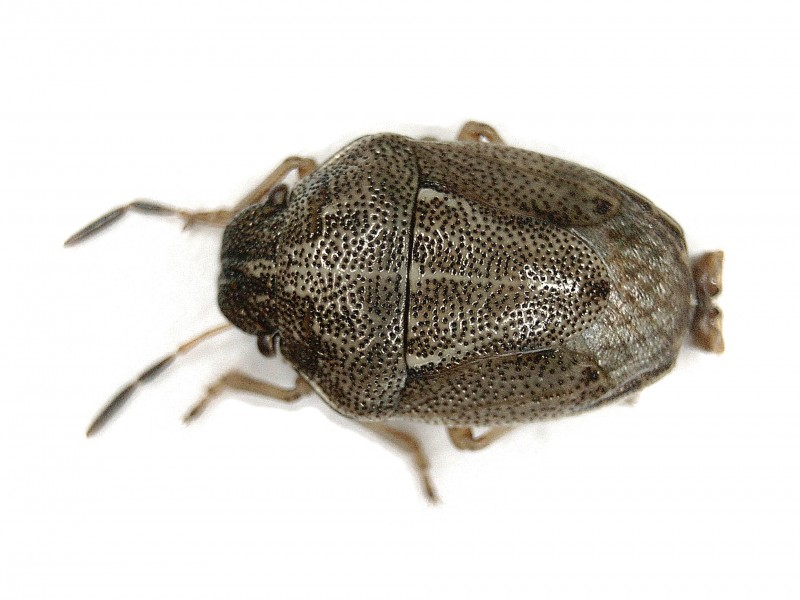
bovenkant
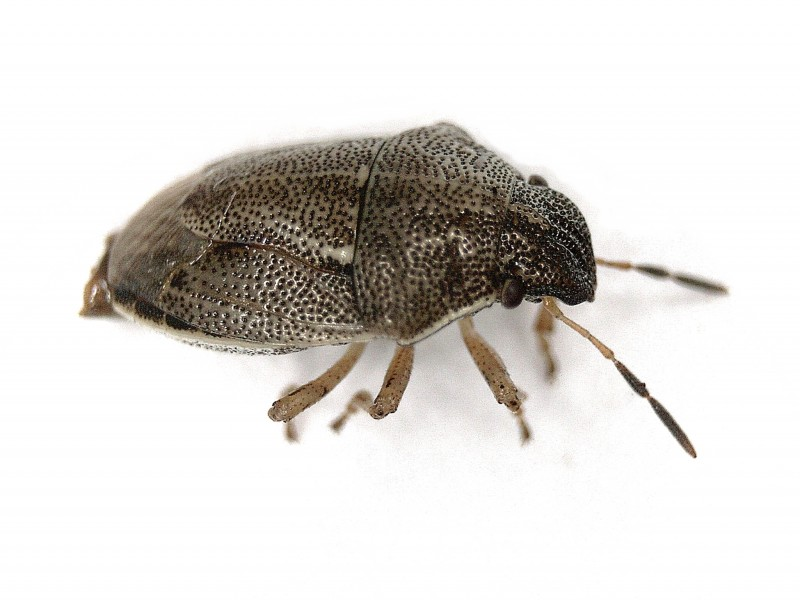
zijkant
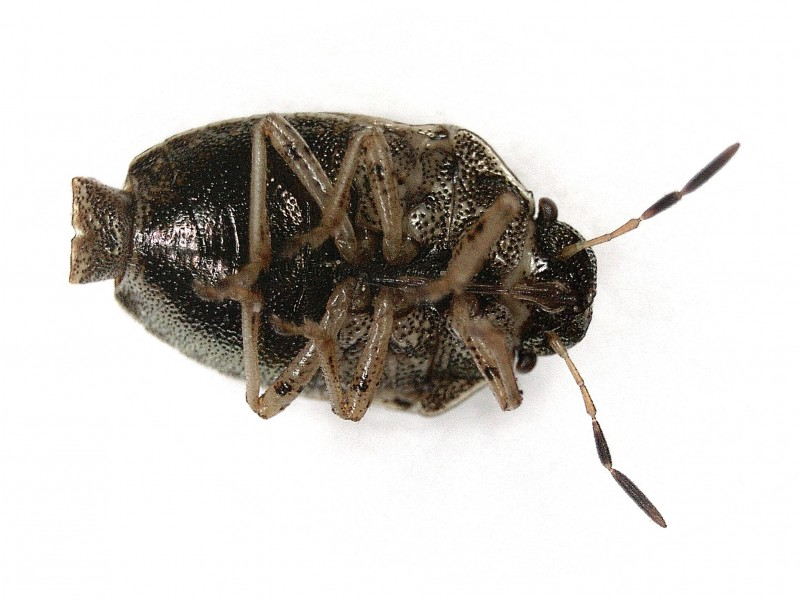
onderkant